# Toshihiro Aoyama
Toshihiro Aoyama (escritura japonesa: 青山 敏弘 (Aoyama Toshihiro); Kurashiki, 22 de febrero de 1986) es un exfutbolista japonés que jugaba como centrocampista y militó durante toda su carrera en el Sanfrecce Hiroshima.

## Selección nacional
Fue internacional con la selección de fútbol de Japón en 12 ocasiones en las que convirtió un gol.

### Participaciones en Copas del Mundo
| Mundial                        | Sede   | Resultado      | Partidos | Goles |
| ------------------------------ | ------ | -------------- | -------- | ----- |
| Copa Mundial de Fútbol de 2014 | Brasil | Fase de grupos | 1        | 0     |

### Participaciones en Copas Asiáticas
| Copa               | Sede                   | Resultado  | Partidos | Goles |
| ------------------ | ---------------------- | ---------- | -------- | ----- |
| Copa Asiática 2019 | Emiratos Árabes Unidos | Subcampeón | 1        | 0     |

## Clubes
| Club                | País  | Año       |
| ------------------- | ----- | --------- |
| Sanfrecce Hiroshima | Japón | 2004-2024 |

## Palmarés

### Campeonatos nacionales
| Título               | Club                | País  | Año  |
| -------------------- | ------------------- | ----- | ---- |
| J. League Division 2 | Sanfrecce Hiroshima | Japón | 2008 |
| Supercopa de Japón   | Sanfrecce Hiroshima | Japón | 2008 |
| J. League Division 1 | Sanfrecce Hiroshima | Japón | 2012 |
| J. League Division 1 | Sanfrecce Hiroshima | Japón | 2013 |
| Supercopa de Japón   | Sanfrecce Hiroshima | Japón | 2013 |
| Supercopa de Japón   | Sanfrecce Hiroshima | Japón | 2014 |
| J. League Division 1 | Sanfrecce Hiroshima | Japón | 2015 |
| Supercopa de Japón   | Sanfrecce Hiroshima | Japón | 2016 |
| Copa J. League       | Sanfrecce Hiroshima | Japón | 2022 |

### Campeonatos internacionales
| Título                                | Selección | Sede          | Año  |
| ------------------------------------- | --------- | ------------- | ---- |
| Campeonato de Fútbol del Este de Asia | Japón     | Corea del Sur | 2013 |

### Distinciones individuales
| Distinción                               | Año  |
| ---------------------------------------- | ---- |
| Parte del equipo del año de la J. League | 2012 |
| Parte del equipo del año de la J. League | 2013 |
| Futbolista del año en Japón              | 2015 |
| Parte del equipo del año de la J. League | 2015 |